# Diskomafia
Die Diskomafia war eine Verbrecherbande aus dem Raum Augsburg, Aichach und Dachau, auf deren Konto zwölf schwere Verbrechen, darunter drei Morde sowie Erpressungen und Brandstiftung gehen. Markt Indersdorf bzw. die dortige Diskothek „Power Station“ war die Zentrale der „Augsburger Disco-Mafia“. Durch gezielte Gewaltverbrechen wollte die Verbrecherbande die Führung der schwäbischen Diskotheken- und Nachtclubszene übernehmen.

## Ermittlungen
Am 16. Dezember 1994 wurden sechs Bandenmitglieder festgenommen. Eine 70-köpfige Sonderkommission der Augsburger Polizei ermittelte fast zwei Jahre lang. Seit Dezember 1994 saßen vier Männer aus dem Raum Aichach in Untersuchungshaft in Augsburg. Zusammen mit einer italienischen Anti-Mafia-Einheit versuchte man weitere Straftaten auch in der italienischen Verbrecherszene zu klären.

## Straftaten

### Morde

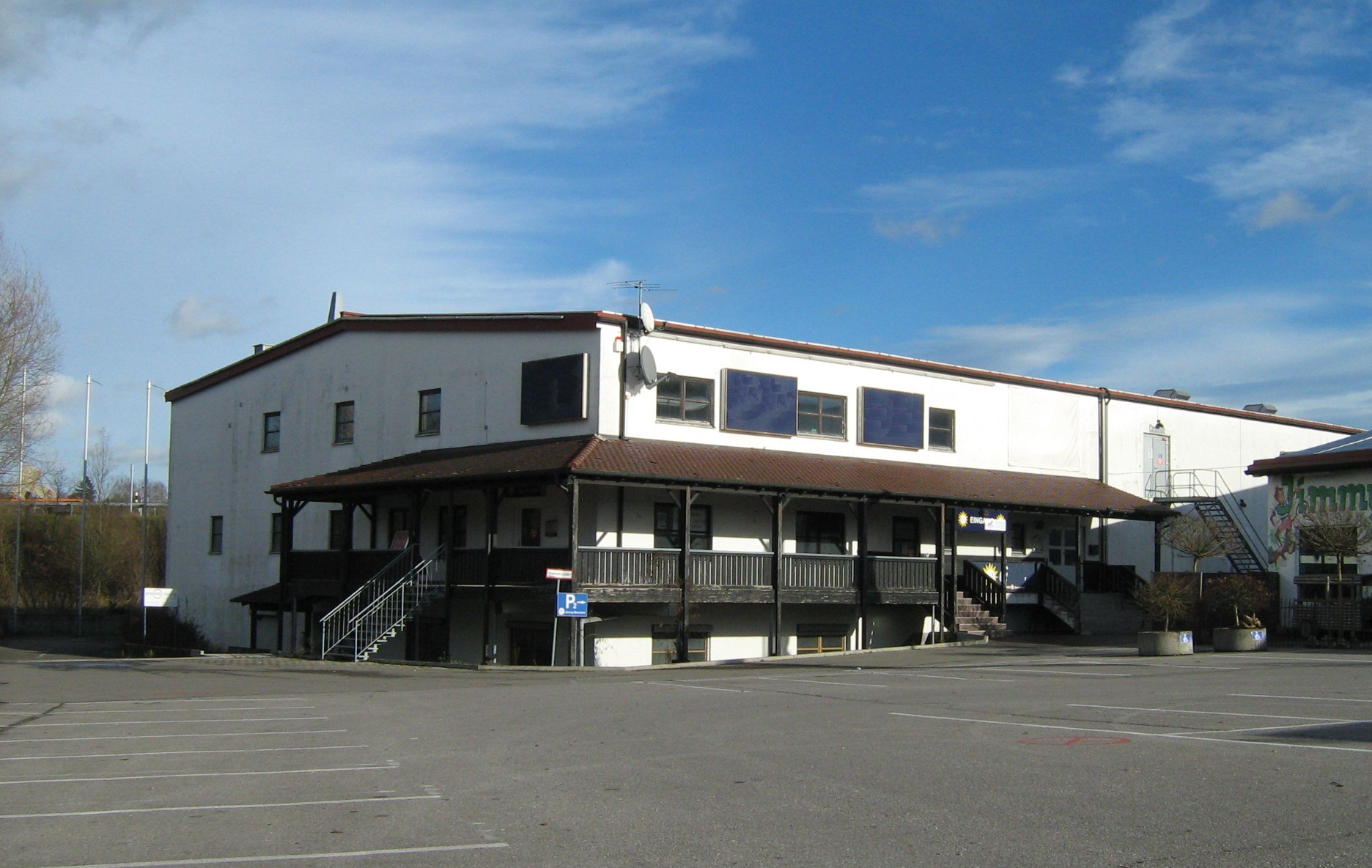
Christine G. wurde 1993 auf der Veranda der damaligen Diskothek SuperMäx in Dasing erschossen.

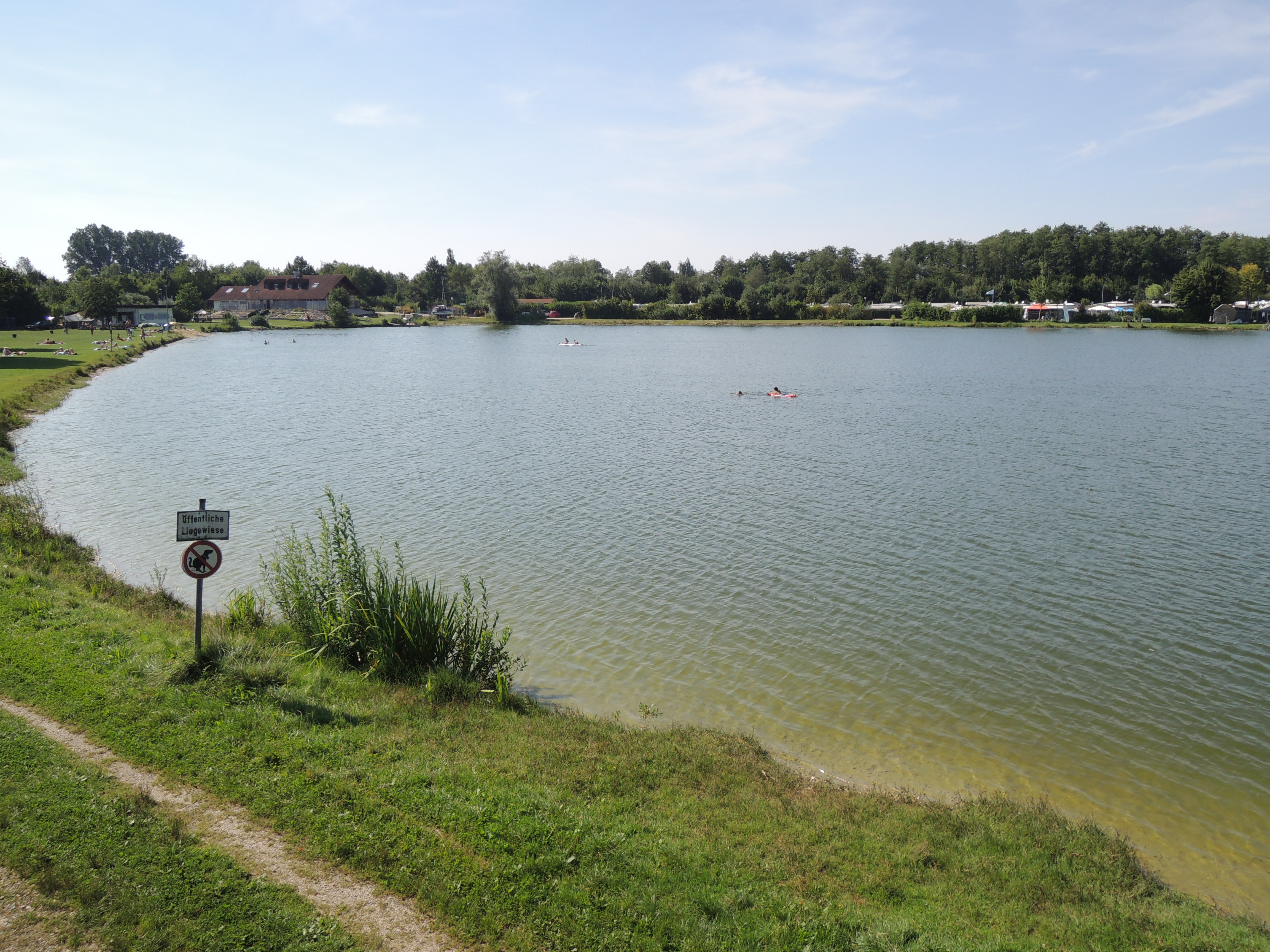
Lothar W.s Leiche wurde am Radersdorfer Baggersee einbetoniert.

Josef H. (41, Mitglied der Diskomafia)

Ein halbes Jahr vor dem „Dasinger Diskomord“ verschwand Josef H. In einem Waldstück bei Aichach fanden Polizeibeamte die Überreste des erdrosselten Wertinger „Automatenkönigs“ in einer Tiefe von 1,60 Metern unter zwei Lagen Zement. Muthana S. erdrosselte Josef H. während einer Autofahrt in der Nähe des Radersdorfer Badesees mit einem Gürtel. Danach wurde H.s Leiche bei Stockensau, im Wald bei Haslangkreit in ein Erdloch gelegt, mit Beton übergossen und eingegraben. Im Juni 1995 erschnüffelte ein Polizeihund das vergrabene Mordopfer. Zuvor hatten Bandenmitglieder behauptet, der hoch verschuldete Diskothekenpächter sei nach Florida ausgewandert.
Christine G. (16, ein Zufallsopfer)

Am 28. August 1993 erschoss die Diskomafia die 16-jährige Christine G. auf der Veranda der damaligen Diskothek „SuperMäx“ in Dasing. Die Videoüberwachung der Disko zeichnete auf, wie das Mädchen allein vor die Eingangstür trat und kurz darauf zusammenbrach. Die Arzthelferin aus Esting wurde von einem Projektil (Kaliber .222 Remington) aus 80 Meter Entfernung in die Lunge getroffen. Ihr Mörder Muthana S. schoss mit Michael Sch.s Jagdgewehr von der nahen Bundesstraße 300 vom stehenden Auto aus auf sie. Durch das Attentat sollte die Diskotheken-Konkurrenz eingeschüchtert werden.
Lothar W. (30, Mitglied der Diskomafia)

Vier Monate nach dem Mord an Christine G. verschwand der Aichacher Hähnchenbrater Lothar W., den die Disco-Mafia zuvor erpresst hatte. Er wurde im Januar 1995 im Pumpenhäuschen des Radersdorfer Baggersees bei Aichach einbetoniert aufgefunden. Der Imbissbudenbesitzer war mit einem Kopfschuss getötet worden.

### Weitere Verbrechen
- Brandstiftung und versuchter Versicherungsbetrug: Josef H. und Michael Sch. kauften für 600.000 DM in Hartmannsdorf den „Sächsischen Hof“. Sie eröffneten darin die Diskothek „Palazzo“ und zündeten das auf vier Millionen DM versicherte Objekt an.[7] Als die Versicherung nicht zahlen wollte, wurden H. und Sch. von Taramelli erpresst.[8]

- Versuchte Entführung: Die Diskomafia versuchte im Juni 1994 einen Diskothekenbesitzer aus Burgau zu entführen, dem das Lokal „Cinderella“ zusammen mit Sch. gehörte. Das angeschossene Opfer konnte aber fliehen und einen der Täter benennen.[7]

- Versuchte Entführung der Kinder des Bauunternehmers Jakob P., um mehrere Millionen DM Lösegeld zu erpressen. Der Bauunternehmer Petzendorfer verpachtete die „Tenne“ (danach Diskothek „Power Station“) an Fabio Taramelli. Nach einem Streit und schuldig gebliebener Monatsraten versuchte Petzendorfer im Sommer 1994, seinen Pächter Taramelli mit einer Räumungsklage loszuwerden. Nach Zeugenaussagen hatte Petzendorfer Taramelli auch damit beauftragt, den türkischen Freund seiner Tochter umzubringen.[7]

Ungeklärt bleibt der Tod von Silke H., einer Bedienung in der Diskothek „SuperMäx“ in Dasing. Die junge Frau aus Griesbeckerzell und Geliebte von Michael Sch. fiel 1993 einem Brandanschlag zum Opfer. Sie wusste einiges über die Drogengeschäfte der Diskomafia.

## Mutmaßliche Bandenmitglieder
Michael Sch. (damals 29)

Der „Kopf der Disco-Mafia“, der Radersdorfer Michael Sch. wurde wegen dreifachen Mordes, Mordversuchs, Entführung, Brandstiftung und unzähligen Betrügereien angeklagt. Der Sohn eines Radersdorfer Kiesunternehmers hatte unter anderem die Erschießung des 30-jährigen Komplizen Lothar W. mitgeplant (direkte Tatbeteiligung) und war am Disco-Mord in Dasing beteiligt. Im April 1997 wurde Michael Sch. wegen Mordes, Beihilfe zum Mord sowie weiterer Verbrechen wie Erpressung, Brandstiftung und versuchten Menschenraubs schuldig gesprochen und zu einer lebenslangen Freiheitsstrafe verurteilt.
Muthana S. (damals 39)

Muthana S. alias „Fabio Taramelli“ stammte aus Bagdad (Irak). Schon 1994 kam Muthana S. in Untersuchungshaft, konnte aber seine wahre Identität verschleiern und kam wieder frei. Im Juni 1995 beging er schließlich in der Haftanstalt Straubing Suizid, allerdings mit auf dem Rücken gefesselten Händen. ein Umstand, der nie geklärt werden konnte. In einem Abschiedsbrief bezichtigte er den mittlerweile ebenfalls im Gefängnis sitzenden Michael Sch. des Mordes an Christine G.
Weitere Komplizen waren Josef H. aus Wertingen, Lothar W. aus Aichach und Karlheinz S.